# Chương trình tàu con thoi
Tàu con thoi của NASA, chính thức được gọi là Space Transportation System (STS), nghĩa là "Hệ thống Chuyên chở vào Không gian", từng là phương tiện phóng tàu vũ trụ có người điều khiển từ 1981 đến 2011 của chính phủ Hoa Kỳ. Trạm quỹ đạo (tàu con thoi) có cánh được phóng lên thẳng đứng, thường mang theo năm đến bảy phi hành gia (mặc dù tám người đã được mang thử) và đến 22.700 kg (50.000 lb) hàng hóa vào quỹ đạo thấp của Trái Đất. Khi chuyến bay đã hoàn thành, nó khai hỏa các động cơ đẩy đổi hướng để rơi ra khỏi quỹ đạo và tái nhập vào khí quyển của Trái Đất. Trong suốt quá trình giảm độ cao và hạ cánh, tàu con thoi như là một phương tiện trượt và hạ cánh hoàn toàn không dùng một động cơ đẩy nào. Chương trình này bắt đầu vào cuối thập niên 1960 và là điểm trọng tâm của NASA từ giữa thập niên 1970 cho đến khi chương trình bị giải tán năm 2011.

## Phát triển

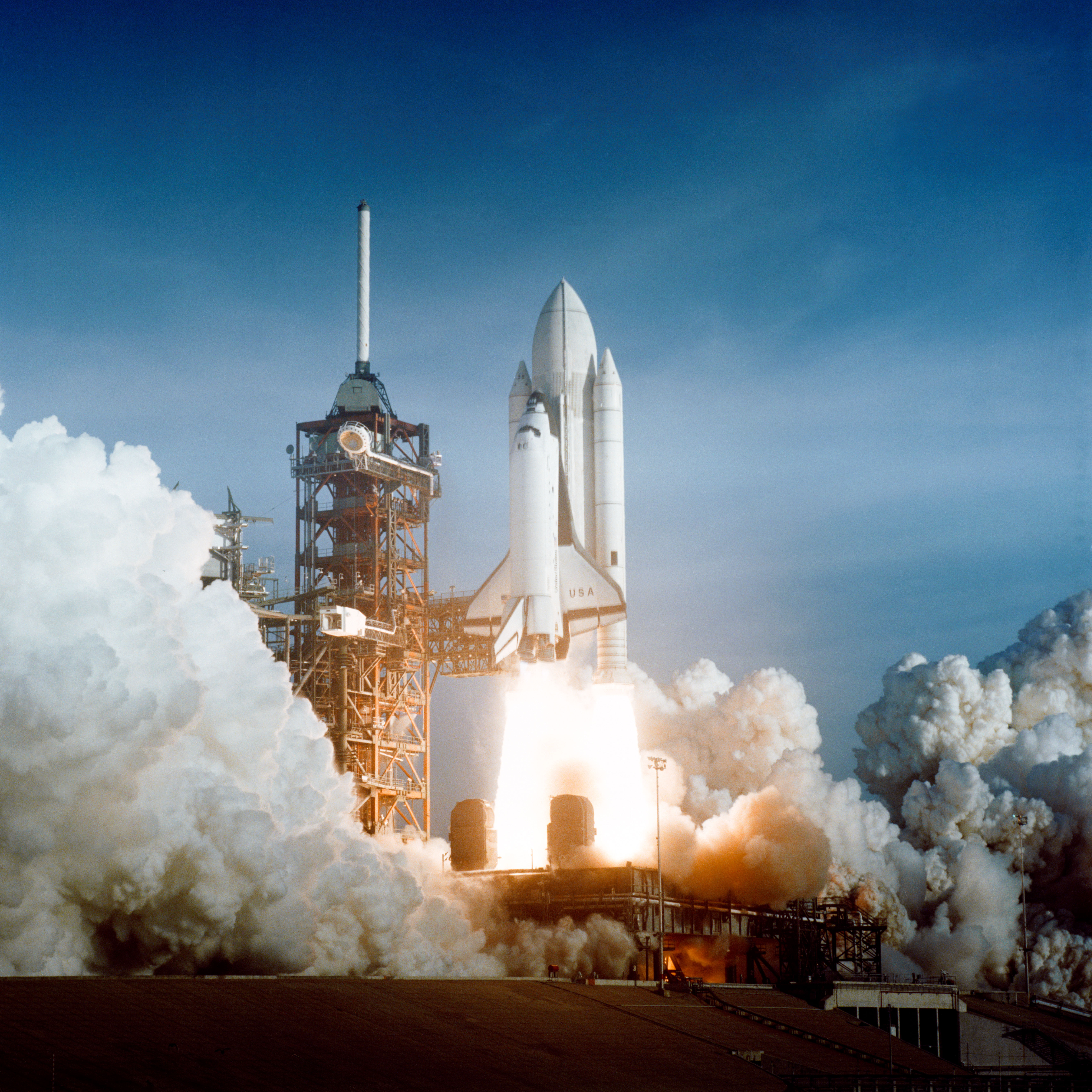
Tàu con thoi Columbia khi động cơ khai hỏa, 12 tháng 4 năm 1981 (NASA).

Ngay trước khi Apollo đổ bộ lên Mặt Trăng vào năm 1969, vào tháng 10 năm 1968 NASA bắt đầu những nghiên cứu sơ khởi về thiết kế của tàu con thoi. Những nghiên cứu sơ khởi này được ký hiệu là "Giai đoạn A", và vào tháng 6 năm 1970, "Giai đoạn B", chi tiết và cụ thể hơn.
Vào năm 1969 Tổng thống Richard Nixon thành lập Nhóm đặc nhiệm về Không gian, chủ tịch là phó tổng thống Spiro T. Agnew. Họ kiểm nghiệm các nghiên cứu về tàu con thoi cho đến giai đoạn đó, và đưa ra một chiến lược quốc gia về chương trình không gian trong đó bao gồm cả việc đóng tàu con thoi.
Trong suốt quá trình phát triển ban đầu có nhiều thảo luận về thiết kế của tàu con thoi để cân bằng tốt nhất khả năng, chi phí phát triển và chi phí điều hành. Cuối cùng thì thiết kế hiện nay đã được chọn, sử dụng một trạm quỹ đạo có cánh có thể tái sử dụng, hai tên lửa đẩy dùng nhiên liệu rắn, và bình nhiên liệu ngoài sử dụng một lần.
Chương trình tàu con thoi được bắt đầu chính thức vào 5 tháng 1 năm 1972, khi Tổng thống Nixon tuyên bố rằng NASA sẽ tiến hành việc phát triển một hệ thống tàu con thoi có khả năng tái sử dụng. Thiết kế cuối cùng tốn kém ít hơn trong việc đóng và về mặt kỹ thuật là ít tham vọng hơn những thiết kế ban đầu sử dụng lại toàn bộ hệ thống.
Công ty hợp đồng chính cho chương trình là North American Aviation (sau này là Rockwell International), cùng một công ty đã có trách nhiệm cho Đơn vị Điều khiển/Dịch vụ Apollo Command/Service Module. Công ty hợp đồng cho tên lửa đẩy nhiên liệu rắn cho tàu con thoi là Morton Thiokol (bây giờ là một phần của Alliant Techsystems), và cho bình nhiên liệu bên ngoài là Martin Marietta (bây giờ là Lockheed Martin), và cho động cơ chính của tàu con thoi là Rocketdyne.
Trạm quỹ đạo hoàn thành đầu tiên ban đầu được đặt tên là Tàu con thoi Constitution, nhưng một chiến dịch đại chúng từ các khán giả của chương trình TV Star Trek đã thuyết phục Nhà Trắng thay đổi cái tên đó thành Enterprise. Trong sự cổ vũ lớn đó, tàu Enterprise được lăn ra vào ngày 17 tháng 9 năm 1976, và sau đó đã tiến hành một loạt các thí nghiệm thành công của việc trượt trong khí quyển và những lần đáp thử là những kiểm chứng đầu tiên của thiết kế.
Trạm quỹ đạo với các chức năng hoàn chỉnh là Columbia, được đóng ở Palmdale, California. Nó được đưa về Trung tâm Vũ trụ Kennedy vào ngày 25 tháng 3 năm 1979, và được phóng lên lần đầu tiên vào ngày 12 tháng 4 năm 1981—nhân dịp kỉ niệm lần thứ 20 chuyến bay vũ trụ của Yuri Gagarin— với một phi hành đoàn 2 người. Challenger được chuyển về KSC vào tháng 7 năm 1982, Discovery vào tháng 11 năm 1983, và Atlantis vào tháng 4 năm 1985. Challenger bị phá hủy hoàn   toàn trong quá trình phóng lên do 0-Ring bên phải SRB không hoạt động vào ngày 28 tháng 1 năm 1986, với sự tử nạn của bảy phi hành gia trên tàu. Endeavour được đóng để thay thế Challenger (sử dụng các bộ phận dự phòng ban đầu dự tính là cho các trạm quỹ đạo khác) và được xuất xưởng vào tháng 5 năm 1991; nó được phóng lên một năm sau đó. Mười bảy năm sau Challenger, Columbia bị cháy tan, với tất cả phi hành đoàn 7 người, trong quá trình tái nhập vào ngày 1 tháng 2 năm 2003, và chưa được thay thế. Trong cả năm tàu con thoi hoạt động đủ chức năng chỉ còn 3 tàu để sử dụng.

## Điều hành, áp dụng, tai nạn

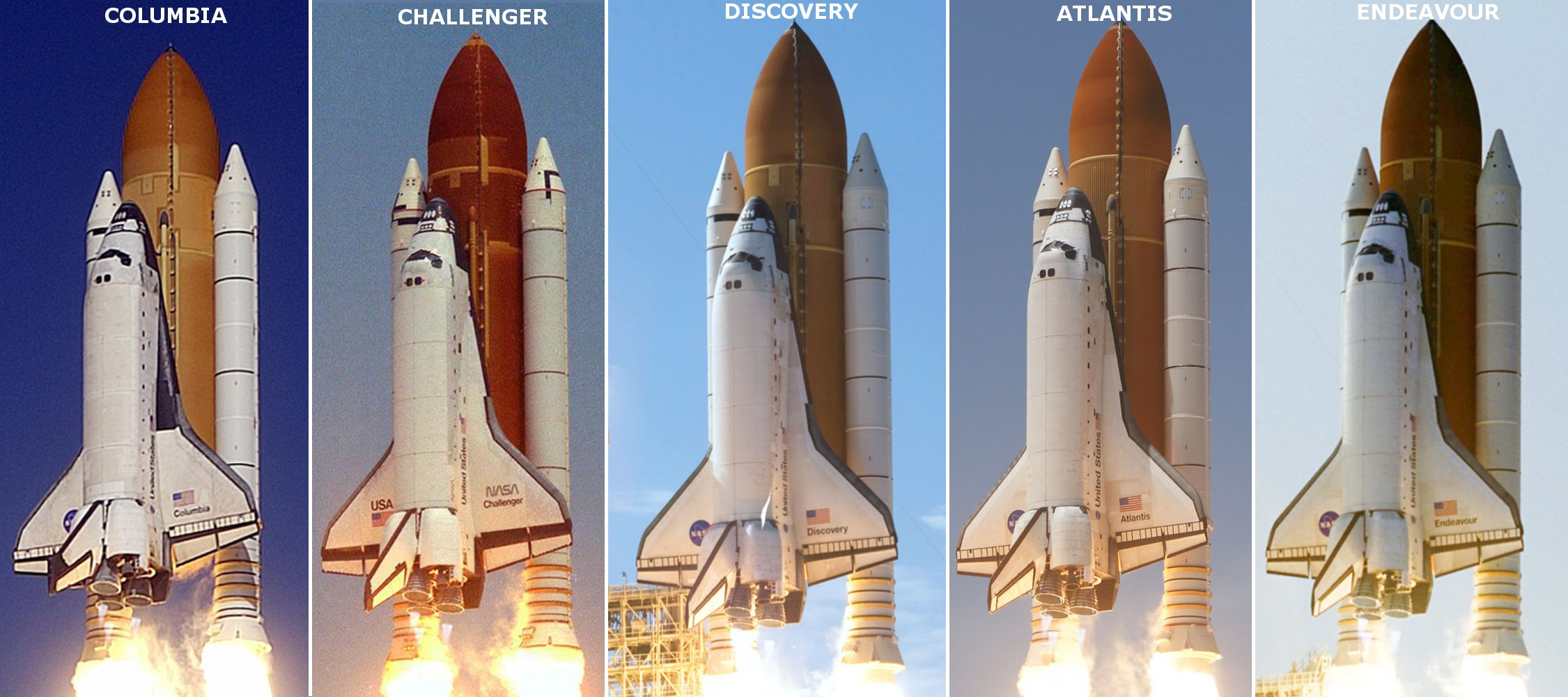
Từ trái qua phải: Columbia, Challenger, Discovery, Atlantis và Endeavour. Không mô tả: Enterprise, Explorer và Pathfinder. Những tàu không mô tả chưa bao giờ vào không gian.

## Ngừng hoạt động
Chương trình tàu con thoi ngừng hoạt động vào tháng 7 năm 2011 sau phi vụ STS-135 trên Atlantis. Sau đó các tàu con thoi sẽ được lưu giữ và trưng bày trong các viện bảo tàng. Mỹ cũng dự kiến một chương trình tái thám hiểm Mặt Trăng và thám hiểm Sao Hỏa sẽ thay thế Chương trình tàu con thoi.